# Job von Witzleben (Marineoffizier)

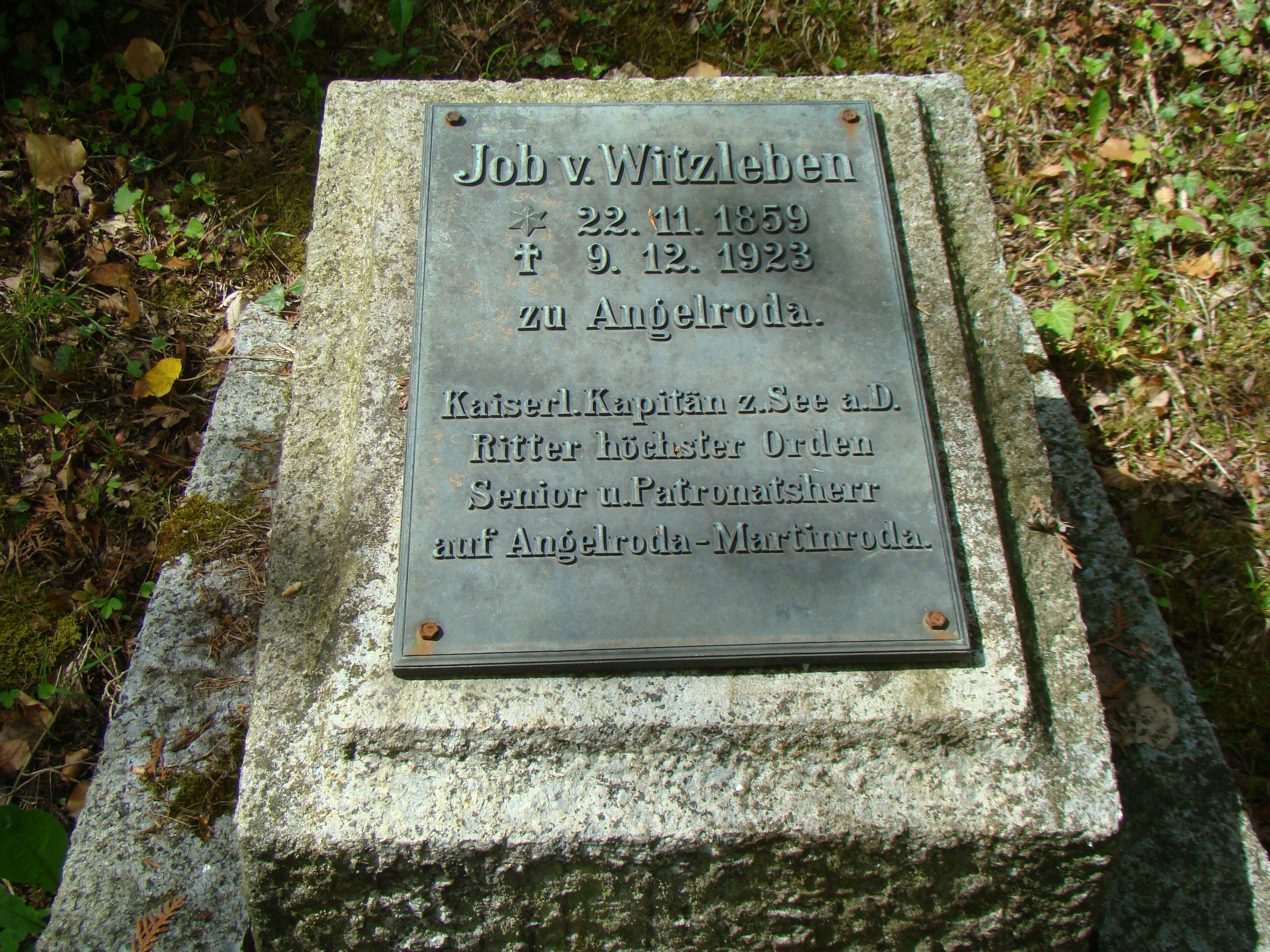
Grabdenkmal von Job von Witzleben

Job Wilhelm Friedrich von Witzleben (* 22. November 1859 in Angelroda; † 9. Dezember 1923 ebenda) war ein deutscher Marineoffizier und Ritter höchster Orden.

## Leben

### Herkunft und Familie
Job entstammte dem thüringischen Adelsgeschlecht von Witzleben. Er war der Sohn des Premierleutnants a. D. und Rittergutsbesitzers Job Wilhelm Günther Ernst von Witzleben (1829–1880) und dessen Ehefrau Helene Wilhelmine Johanne, geborene Schierholz (1840–1916). Er hatte sechs Geschwister, darunter den späteren Generalleutnant Friedrich Karl. Er heiratete am 30. März 1910 in Lübeck Emma Brunneß (* 1860).

### Karriere
Von Witzleben trat am 21. April 1877 in die Kaiserliche Marine ein. Er diente bis 1891 als Oberleutnant zur See und Adjutant von Kapitän zur See Max Plüddemann bei der Schiffs-Prüfungs-Kommission in Kiel.
Seine Beförderung zum Kapitänleutnant erfolgte am 21. Dezember 1891. 1895 diente er im Oberkommando der Marine. Er diente seit September 1897 als Kommandant der Loreley und wurde in dieser Position am 21. Mai 1898 zum Korvettenkapitän befördert. Nach Ablösung der Loreley an Karl von Levetzow wirkte von Witzleben als persönlicher Adjutant des preußischen Prinzen Heinrich von Preußen und war dem Seeoffizierkorps á la suite angestellt. Er war von April bis Mai 1901 Kommandant der Odin und übernahm anschließend bis Mitte September 1901 für die erneute Indienststellung die Siegfried. Er wurde Kommandant des Küstenpanzerschiffs Ägir und blieb dies bis Juni 1902. Von Anfang Juli 1902 bis September 1902 führte er die Hildebrand. Von 1902 bis 1905 war er Vorstand des Nachrichtenbüros im Reichsmarineamt. Mittlerweile zum Kapitän zur See (Patent vom 27. April 1904) befördert, kommandierte er von April 1905 bis September 1906 noch die Brandenburg. Nachfolgend wurde er zur Disposition gestellt.

### Auszeichnungen
1900 wurde er mit dem Komturkreuz des Franz-Joseph-Ordens ausgezeichnet. Er war auch Träger des Kronen-Ordens III. Klasse, des Roten Adlerordens IV. Klasse mit Kreuz, des Ritterkreuzes des königlichen Hausordens von Hohenzollern, des Dienstauszeichnungskreuzes, des St. Stanislausordens II. Klasse, des Osmanie-Ordens III. Klasse, des Mecidiye-Ordens II. Klasse, des Ordens der Büste Bolivars IV. Klasse, des Komturkreuzes des Weißen Elefantenordens, des Komturkreuzes des Ordens der Krone von Italien, des Ritterkreuzes I. Klasse des württembergischen Friedrichs-Ordens, des fürstlich-reußischen Ehrenkreuzes III. Klasse, des Ritterkreuzes I. Klasse des Ordens vom Zähringer Löwen, des Komturkreuzes des Ordens des heiligen Schatzes und des Ehrenkreuzes des hessischen Philippsordens.